# Vorstendom Arianiti
Het vorstendom Arianiti (Albanees: Principata e Arianitëve) (1432-1444) was een in 1432 gecreëerd Albanees vorstendom in Centraal-Albanië door prins Gjergj Arianiti die de heerschappij van zijn vader Komnen Arianiti opvolgde. In 1444 sloot het zich aan bij de Liga van Lezhë.

## Geschiedenis
David Arianiti wordt door 13e-eeuwse documenten beschouwd als de stamvader van de Arianiti's. Hij was vazal van het Byzantijnse Rijk en vocht tegen de Bulgaren. Konstantin Arianiti, mogelijk zijn zoon, werd in de jaren 1049-1050 ook vermeld en was werkzaam als militair van het Byzantijnse Rijk. Telg Alëks Arianiti zwoer later, samen met andere Albanese edelen, tijdens de heerschappij van het Huis Anjou-Sicilië trouw aan het Koninkrijk Albanië. De Arianiti's genereerden hierdoor verschillende privileges in Centraal-Albanië. 
De eerst genoemde telg die over gebieden heerste uit de Arianiti-dynastie is Komnen Arianiti, die over gebieden heerste die overeen komen met het huidige Durrës. Zijn zoon Gjergj Arianiti stichtte in 1432 het vorstendom Arianiti. Het vorstendom breidde uit naar het zuiden na het huwelijk tussen Gjergj Arianiti en prinses   Maria Muzaka, een lid van de Albanese adellijke Muzaka-dynastie. Arianiti kreeg hierdoor heerschappij over een gebied in Mallakastër, ten zuiden van Vlorë. Hij wist datzelfde gebied vervolgens uit te breiden naar Centraal-Albanië, tussen het huidige Librazhd en Elbasan in. 
Arianiti kwam in opstand tegen de Ottomanen, maar dit werd al vrij snel neergeslagen. Arianiti erkende de Ottomaanse heerschappij en kreeg in ruil daarvoor een erkende autonomie over zijn gebied. In 1444 voegde het vorstendom Arianiti zich bij de Liga van Lezhë om de Ottomanen alsnog te bestrijden. Gjergj Arianiti was een van de commandanten van het Albanese leger. In 1462 sneuvelde Arianiti in een kasteel na een Ottomaanse aanval op de Albanese leiders.

## Prinsen
- Komnen Arianiti (1392-1432)
- Gjergj Arianiti (1432-1444)

## Kaarten

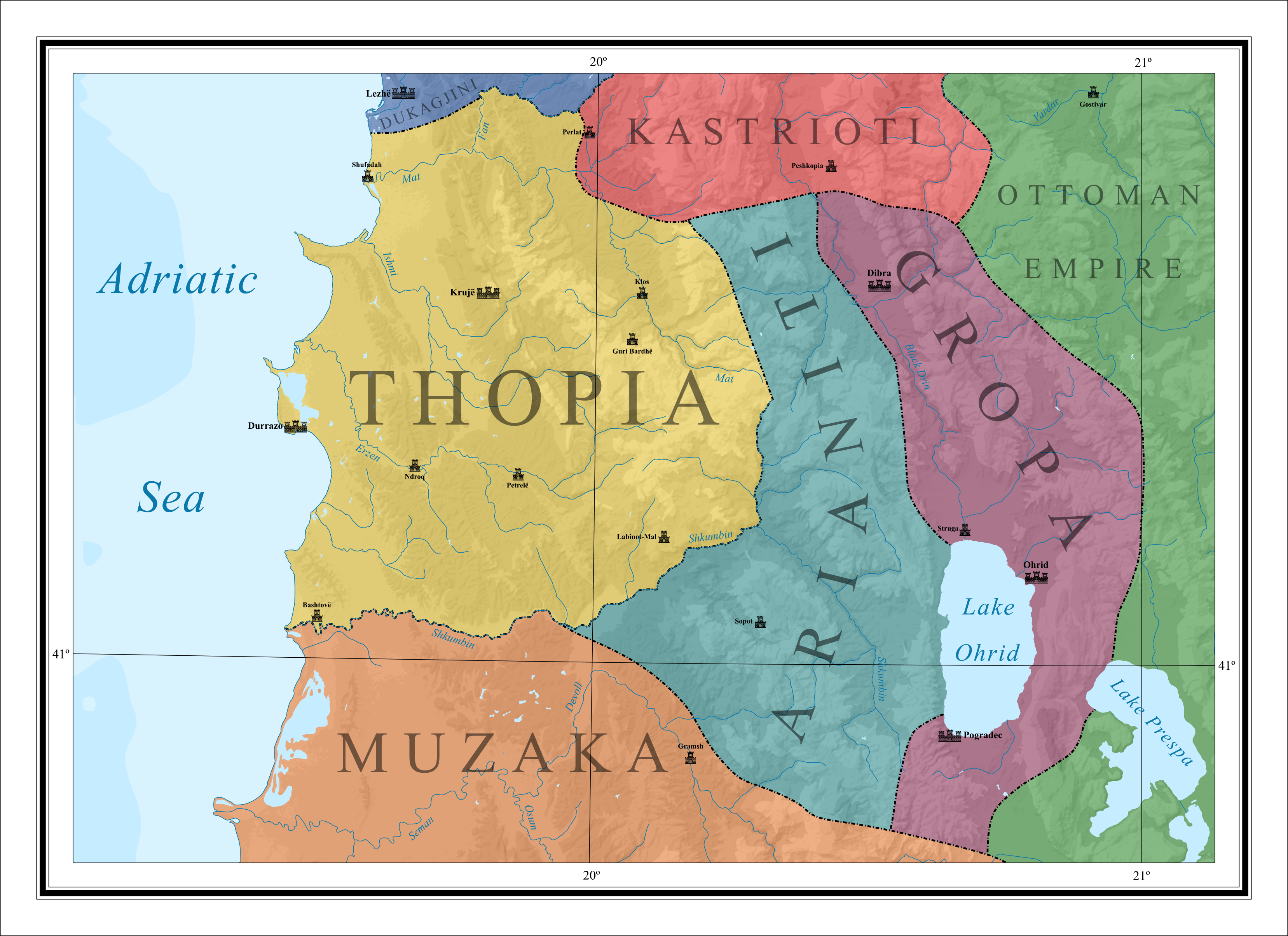
14e eeuw
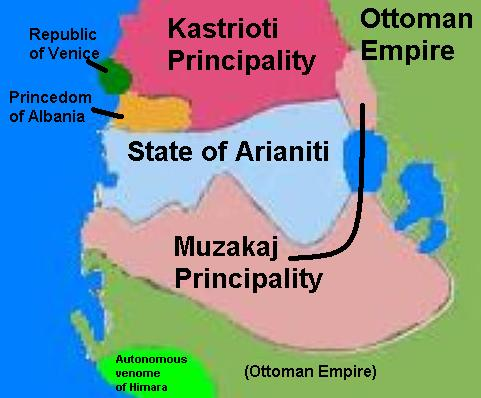
15e eeuw